# ホエン・アイ・ワズ・クルーエル
ホエン・アイ・ワズ・クルーエル(When I Was Cruel)は、2002年発表のエルヴィス・コステロのアルバム。全米20位を記録した。

## 解説
バックバンドにザ・インポスターズを従えて作られたロックアルバム。ザ・インポスターズのメンバーはキーボードがスティーヴ・ナイーヴ、ドラムがピート・トーマス、ベースがディヴィ・ファラガーとなっており、ザ・アトラクションズのメンバーから、ベースのブルース・トーマスを交代したラインナップとなっている。アルバムの名義は「エルヴィス・コステロ・アンド・ザ・インポスターズ」ではなく、「エルヴィス・コステロ」だけとなっている。「エルヴィス・コステロ・アンド・ザ・インポスターズ」名義となるのは次々作「ザ・デリヴァリー・マン」から。
プロデュースはインポスター名義。インポスターとして、エルヴィス・コステロ、Ciaran Cahill、Leo Pearson、Kieran Lynchの4名がクレジットされている。
このアルバムからは、「Tear Off Your Own Head (It's A Doll Revolution)」と「45」がシングルカットされた。また、日本限定で、本アルバムのボーナストラックに収録された「Smile」もシングルとしてリリースされた。「Smile」はフジテレビのドラマ「空から降る一億の星」の主題歌に使用されたチャーリー・チャップリンの曲。
「When I Was Cruel No. 2」ではイタリアのポップシンガー、ミーナの声をサンプリングして使用している。

## 収録曲
1. 45
2. スプーキー・ガールフレンド - Spooky Girlfriend
3. テア・オフ・ユア・オウン・ヘッド（ドール・レヴォリューション） - Tear Off Your Own Head (It's a Doll Revolution)
4. ホエン・アイ・ワズ・クルーエル No. 2 - When I Was Cruel No. 2
5. ソウル・フォー・ハイアー - Soul for Hire
6. 15ペタルズ - 15 Petals
7. タート - Tart
8. ダスト - Dust 2...
9. ディゾルヴ - Dissolve
10. アリバイ - Alibi
11. …ダスト - ...Dust
12. ダディ・キャン・アイ・ターン・ディス？ - Daddy Can I Turn This?
13. マイ・リトル・ブルー・ウィンドウ - My Little Blue Window
14. オー・ウェル - Oh well
15. エピソード・オブ・ブロンド - Episode of Blonde
16. レディオ・サイレンス - Radio Silence
17. スマイル - Smile

## プレイヤー
- エルヴィス・コステロ - ボーカル, ギター, horn arrangements on 6 11 14, 鍵盤ハーモニカ, シンバル, エレクトリックベース, ピアノ, ハーモニカ
- Steve Nieve - オルガン, pianet, ピアノ, ヴィブラフォン, 鍵盤ハーモニカ, filters
- Davey Faragher - エレクトリックベース, handclaps
- ピートトーマス - ドラム, handclaps, percussion, シェイカー, タンブリン